# George Richard Savage Nassau
George Richard Savage Nassau (1756–1823) était un gentilhomme anglais, connu comme bibliophile.

## Biographie
Né le 5 septembre 1756, il était le deuxième fils de l'hon. Richard Savage Nassau. Sa mère, Anne, était la fille unique et héritière d'Edward Spencer, de Rendlesham, dans le Suffolk, et veuve de James Hamilton (5e duc de Hamilton). Après le décès en 1766, de Sir John Barker, 7e baronnet de Grimston Hall, Trimley St. Martin, dans le Suffolk, il hérita de nombreux biens . 
En 1805, il servit comme haut shérif du Suffolk. Il mourut à Charles Street, Berkeley Square, à Londres, le 18 août 1823, après une attaque de paralysie, et fut enterré à l'église Easton, dans le Suffolk, où un monument fut érigé à sa mémoire .

## Collectionneur de livres
Il a formé une bibliothèque, riche en livres d'emblèmes, en poésie anglaise ancienne et en théâtre. Dans la topographie et l’histoire, sa collection comprenait de nombreuses copies sur papier grand format, auxquelles étaient ajoutés des dessins, des estampes et des portraits, avec de rares parcours historiques .
L’histoire du Suffolk, imprimée et manuscrite, avec ses portraits et ses gravures, était particulièrement intéressante. Nassau a employé Michael Rooker, Thomas Hearne (en) et William Byrne, ainsi que des artistes du Suffolk, notamment Thomas Gainsborough, George Frost (en) et Isaac Johnson. À sa mort, les 30 volumes de manuscrits du Suffolk ont été déposés au manoir familial à Easton
La majeure partie de la bibliothèque de Nassau fut vendue par Robert Harding Evans en 1824 en deux parties, la première le 16 février et onze jours suivants, et la seconde le 8 mars et les sept jours suivants. Le catalogue contenait 4 264 lots et la vente a atteint une somme de 8 500 £ .